# 硬派銀次郎
『硬派銀次郎』（こうはぎんじろう）は、本宮ひろ志による日本の漫画作品。続編に『山崎銀次郎』がある。本宮の妻のもりたじゅんも、当作品とほぼ同時期に掲載された『さわやか万太郎』と併せて女性キャラによる下絵を手掛けている。
さらに、本宮自身は当作品の巻末（第9巻）にて「自分は銀次郎が大好きな作品であり、自分自身の青春に重ねた」とコメントしている。

## 概要
はじめは、1974年に読切の『硬派山崎銀次郎』として『月刊少年ジャンプ』（集英社）にて掲載された。続編として『硬派銀次郎』が1975年から1978年にかけて連載。単行本は同社ジャンプコミックスにて全9巻。
当作品は東京・下町の天茶中学に通学する天涯孤独・山崎銀次郎を描いた作品である。銀次郎が高子たちに置き手紙を残して立ち去るところで、第一部が完結する形で終了した。翌1979年に、おなじく『月刊少年ジャンプ』にて続編の第二部として連載が再開され、高子と結ばれる下りを描かれたものの、短期間で連載終了となる。なお、該当のパートについては、単行本のいずれの版においても未収録となっている。
翌1980年から1981年にかけて、あらためて「本宮ひろ志と新鮮組｣名義で『山崎銀次郎』として、『週刊少年ジャンプ』にて連載を開始。おもに銀次郎の高校時代が描かれ、月刊での再開時に端折られた銀次郎や高子の恋の行方にはじまり結婚に至るまでの詳細が語られシリーズは完結する。単行本『山崎銀次郎』はジャンプコミックスにて全5巻、最終巻に『さわやか万太郎』の番外編が収録されている。
グロービートジャパンが展開するラーメン屋チェーン店「豚そば 銀次郎」は原作者公認により当作品にちなんで名付けている。また2006年3月21日にはジャパンフリトレーからスナック菓子「豚そば銀次郎スナック」（グロービートジャパン）も発売され、これも原作者公認という。
そのほか、プロ野球選手の炭谷銀仁朗は、本作品に由来して命名されたという逸話を持つ。

## あらすじ
中学生でありながら、天涯孤児となった天茶中学の番長の山崎銀次郎はたったひとりで、新聞配達のアルバイトで生活して、クラスメイトの依頼で、子分のコオロギと勝を伴って弱いものいじめをする強敵に挑んでいた。
そんな中、転校生の小沢高子との出会いによって、彼の周辺は徐々に変化してゆき、男女からも好かれている銀次郎はケンカとスポーツに明け暮れる。

## 主な登場人物
山崎 銀次郎（やまざき ぎんじろう）
あだ名は「銀ちゃん」。または背が142cmのために「チビ銀」。新聞配達の疲れのためか授業中は居眠りが多く、学校の勉強は苦手であるが、スポーツの技術を教えられればすぐに自分のものにできる知恵があり、運動神経も抜群である。
新潟県直江津市(現在の上越市北部)の犀浜出身。大工であった父、母(みつ子)、兄(トラック運転手)がいたが、相次いで病気や交通事故で亡くなり、天涯孤独となる(ただし、甥(兄の子)のまもるがいる)。
嬰児のときにある遊園地で見ず知らずの男(後の松本幸之助会長)によって、額に傷をつけられた。これが銀次郎のトレードマークとなった。
基本的にケンカに強く、強きをくじき弱きを助ける正義感の強い性格であり、兄嫁との件で女性が苦手で、硬派な性格であったが、高子との出会いで徐々に変化が見られるようになった。
ただし、恋愛のことになると奥手で、高子のデリケートな感情に鈍い面もある。
高校時代から、徐々に背が伸びていった。高子の前から2度目の行方を告げずに高校を中退して、立ち去った後の6年後には静岡県清水市(現在の静岡市清水区)で「山崎組」を営んで、高子と再会して結婚に至った。
小沢 高子（おざわ たかこ）
あだ名は「高ちゃん」。美貌かつ 成績優秀で、天茶中学校に転校生として銀次郎と出会った。
銀次郎の子分・コオロギたちと町ですれ違ったときに、スカートが膝上丈で高校生と勘違いされた。他の女子と違い白ソックスは短くローファーもかかとが高め。雨の日はセミロングの白や赤の長靴で登校。
登場時は身長162cmと中学生ばなれした体格をもっており、ハッキリと物を言う性格をしている。
医者の娘で、サイズは85・60・87と自ら公開した。
銀次郎が世話してるまもるを「マーくん」と呼び、シッカロールを持ってきたり、スリップ姿で添い寝したりして面倒を見たがる。
はじめはクラスメイトの女子生徒の依頼で、銀次郎にアタックしたが、次第に銀次郎のことが好きになっていた。
最初は何かと世話を焼くために銀次郎からぶっきら棒に扱われて、高子のことを「デカレグ｣(デカい白色レグホンの意)と呼ばれたが、次第にお互いに認め合う仲となる。
しかし、銀次郎が中学を卒業すると九州で大工修業するために東京を立ち去ると一時的に疎遠となる。
数年後、銀次郎を待ちわびながら愛犬のバン助とバタバタしつつ銀次郎と再会した。
銀次郎が戻ってくると、同時に進学校である日見谷高校から聖心学院に編入学して中学時代の仲良しグループとも再会した。
銀次郎が高子に行方を告げずに、高校を中退して2度目の目の前から立ち去ってからは、一流大学のT大医学部に進学して、6年の歳月が流れた。
高子が医師試験を受験する前に、同じ大学内で池田麗子と再会したり、銀座で偶然に銀次郎を見かけて、電話して銀次郎が静岡県清水市の長屋で中小の「山崎組」を営んでいることを知って、清水に訪ねて当地で銀次郎と再会して、念願の結婚に至った。
まもる
銀次郎の甥(兄の子)。母が資産家の娘で、父が妻の実家の反対を押し切って結婚したために、まもるが生まれると母は外祖父によって強制的に実家に連れ戻された。
そのショックで父が事故で亡くなると、兄嫁の実家を嫌った叔父銀次郎によって一時的に育てられる。その後も母がまもるを引き取りに来るも、銀次郎によって追い返された。
しかし、高子からまもるには母が必要と諭されて、まもるが病にかかり母の必死の看病で元気になったこともあり、ついに妥協した銀次郎から母の実家の前に置かれて返された。
その後は外祖父のカナダ赴任で、母とともに一時的に日本を離れていた。
歳月が流れて、中学生になったまもるは母に伴われて叔父の結婚式に顔を出して、コオロギたちから「あの子、中学時代の銀ちゃんに似てないか?」と指摘されて、驚愕した銀次郎と再会した。
吉沢 ハナ子（よしざわ ハナこ）
あだ名は「ハナちゃん｣。高子と千代子の友達で、同時に銀次郎とも友達であり、コオロギの恋人であった。三つ編みが特徴。
高子に次ぐ成績優秀で、中学を卒業して聖心学院に入学した。銀次郎が帰ってくると、聖心学院に編入学した高子と千代子、そしてコオロギと勝と再会する。
千代子（ちよこ）
高子とハナ子の友達で、同時に中学時代から銀次郎とも友達であり、勝の恋人であった。
銀次郎の縁で、親友のハナ子が通学している聖心学院に編入学して、高子とハナ子と再会した。同時にコオロギと勝と再会する。
コオロギ のりお
中学時代から銀次郎の友達で、勝とともに都立東高校に進学した。
中学生のときは丸坊主だったが、高校生になるとリーゼントヘアになり、銀次郎の縁で勝とともに聖心学院に編入学する。
高校を卒業すると「有坂電器」の販売セールスマンとして就職した。
武居 勝也（たけい かつや）
あだ名は「勝」。中学時代から銀次郎の友達。兄がいる(名のみ登場)。
コオロギとともに都立東高校に進学した。
後に銀次郎の縁で、コオロギとともに聖心学院に編入学する。後に大学に入学して、卒業すると中小の出版社に就職した。
聖心学院理事長（せいしんがくいんりじちょう）
聖心学院の女性理事長でメガネを愛用している。名は不明。
九州で銀次郎が修行した大工の棟梁の妹で、池田麗子の母。かつて教育者だった亡くなった兄の遺命で銀次郎の世話をする。
同時にPTAや聖心学院OBの反対を振り切って、銀次郎たちを聖心学院に入学できるように計らったのも彼女であった。
池田 麗子（いけだ れいこ）
理事長の娘で聖心学院の学生。高子以上に美貌で、モテていたが、高飛車に接していた。最初は駅付近でヤクザを成敗する銀次郎の粗暴な行為を見て、一方的に嫌悪していたが、聖心学院が城東高の連中に荒らされた際に、これを撃退した銀次郎に次第に惹かれるようなり、銀次郎の恋人宣言をして、高子の恋のライバルとなる。
同時に性格も丸くなっていた。成績優秀で陸上部のキャプテンでもあったために、スポーツ万能の銀次郎を陸上競技大会に誘った。
高子とおなじT大に進学して、ついに銀次郎のことは諦めて、医学部の北見という男性のフィアンセとなった。
銀次郎の結婚式にも参加した。
田村 真弓（たむら まゆみ）
中学を卒業した銀次郎が九州で大工修業をした際に下記の建具の棟梁の源造(源さん)に養われた天涯孤独の娘。同じ立場にある銀次郎のことを「お兄ちゃん」と慕っている。
CMモデルにスカウトされ、アイドルとなった。銀次郎に会うために、上京した。
しかし、世話になった源さんの妻の手違いで、暴力団系の「星空プロダクション」との契約の絡みに巻き込まれて、拉致されるもそれを知って激怒した銀次郎に助けられて、結果的にアイドルを引退して、保母の専門学校に入学するために九州に戻った。
銀次郎の結婚式にも参加した。
たかし
はじめは「のぼる」と呼ばれた。真弓の幼なじみで上記の源さんの息子。真弓が九州に大工修業した銀次郎にベッタリしたことに嫉妬し、結婚を迫ったが真弓からは「銀ちゃんが好き」と言われてフラれた。
そのために、泥酔して横断歩道を赤信号で渡ったために、不意の交通事故で死んだ。
十文字みどり（じゅうもんじ みどり）
広島県の暴力団・十文字組組長の娘で、心太郎の許嫁者。親が取り決めた年下の心太郎から逃げるために、上記の知り合いの源さんの手引きで一週間ほど銀次郎に匿われた。金沢健という元家庭教師の恋人がいた(源さんは過去に金沢に世話になった縁がある)。
心太郎とともに銀次郎の結婚式にも参加した。
山井 心太郎（やまい しんたろう）
神戸市を中心とする有力暴力団・山井組四代目組長の若親分だが、年齢は17歳で当時の銀次郎と同年である。伊達の遠縁にあたる。銀次郎と格闘して、負けるも以降は、義兄弟として良き理解者となった。
みどりとともに銀次郎の結婚式にも参加した。
伊達 宗光（だて むねみつ）
独眼竜政宗の一族の子孫と述べている。天茶中学校に転校生としてやってくると高子に一目ぼれして銀次郎を敵視した。
その後もいろいろあって、銀次郎と決闘をして、親友となり以降は良き理解者となった。
その後は郷里の北海道で牧場を営む親を手伝いながら学業も兼ねた。山井心太郎の遠縁にあたる。銀次郎の結婚式にも参加した。
佐々 金太（ささ きんた）
暴力団組長の実子で、伊達同様に天茶中学校に転校生としてやってきて、銀次郎を含む連中に自分の力を示してグループを拡大した。
しかし、父親が暴力団を解散すると、佐々のバックを利用したグループの裏切りにあい、あとは自分一人でグループと格闘して敗れると銀次郎の助太刀を得て、以降は親友となる。
その後は足を洗った父親とともに堅気となって、農業を営んだ。
下記の井田家と交流があり、銀次郎の結婚式にも参加した。
井田（いだ）
暴力団・井田組二代目組長の御曹司。アメリカから帰国して、選挙に立候補する予定の父親の金太郎とともに銀次郎が住む長屋を解体して、ビルを建てる予定だったが、銀次郎に阻止された。
そのために、アメフトで銀次郎たちと決戦して、手段を選ばずに攻撃したが、最終的には敗れた。
以降から銀次郎の良き理解者となった。その後は父親の金太郎の後を継いだ。
怖いもの知らずの銀次郎が十文字みどりをかくまったときは、関わらないように忠告したりした。山井一家とともに銀次郎の結婚式にも参加した。
真弓（まゆみ）
別の中学に通う資産家の令嬢で、バンビのもと飼い主。たまたま銀次郎が彼女の中学の不良番長から同級生の依頼で時計を奪われたのを取り返した場面を見て、銀次郎に興味を持ち、ついでにバンビの世話のバイトを依頼した。
しかし彼女の母が、銀次郎を毛嫌いしており、バンビが交通事故に遭ったのをきっかけに解雇した。しかし、それをきっかけに銀次郎とバンビの絆は強まった。
以降も銀次郎に馴れ合って、高子の嫉妬を買った。
銀次郎の結婚式にも参加した。
コンガ国の王女（コンガこくのおうじょ）
東南アジアにあるコンガ国の王女。来日したときに反政府のゲリラに襲われて、銀次郎に助けられた。
次第に銀次郎に惚れてしまい、抱きついて、高子の嫉妬を買う。
天真爛漫で銀次郎のことを「ギンチロー｣と呼ぶなどおかしな日本語を話す。
最終的には母国に帰国した。
視察中に反乱軍に襲撃されて、ある南の島で銀次郎と再会した。
平田（ひらた）
銀次郎の中学時代の担当。素行が悪い生徒を殴るスパルタ指導をした。
当初は銀次郎の態度をスパルタで改心しようとしたが、銀次郎が素っ気ない態度を見せたので激怒して、これを殴った。
しかし、平田は筋を通す一本気で強きを挫き、弱きを助ける性分だったので、彼に好意を持った銀次郎と話し合うと分かち合った。
ただ、カンニングの件で平田に殴られて、恨んだある生徒(この生徒の実家は資産家で、勝の実家に金貸しをして勝を苦しめた)が銀次郎に対して金をちらせつかせて煽って、結果的に銀次郎と決闘したが、その後は契りを結んで中学校を立ち去った(銀次郎を煽った生徒は、銀次郎に天茶中から消え失せるように蹴られた)。
以降も銀次郎をサポートし、中学卒業間際の銀次郎に対して、九州の大工の棟梁のもとで修業できるように紹介したのも平田であった(そのため銀次郎は置き手紙を残して、黙って高子たちのもとから立ち去ることになった)。
銀次郎が結婚すると、妻となった奈々と駆け付けた。
奈々（なな）
天茶中学校の若い女性教師。銀次郎がはじめて女性として意識した美貌の持ち主で高子の嫉妬を買った。
大学時代にスキー場で、銀次郎と高子たち仲良しグループがスキーに行ったときに恋人と一緒にいた際に銀次郎と衝突して遭遇し、彼女をはじめて見た銀次郎は恋心をもった。
彼女が恋人と宿に戻らないため、心配した銀次郎がバンビと救助に向かったが、ある雪小屋で一緒に心中するはずだった恋人は彼女を置き去りにして、睡眠薬を飲んで倒れたために、銀次郎の援助を受けて病院で治療を受けて回復した。
まもなく、大学を卒業し天茶中学校に赴任して、無意識に高子を翻弄しつつ銀次郎と楽しい会話をした。
しかし、立ち去ったはずの恋人が奈々の前に現れ、彼女との婚約を認めた父の許可を得たと執拗に付きまとった。
その後、銀次郎が火災を起こして残された老婆を救助するとまもなく、南の島に赴任して天茶中学校を去った。
その後は教育研修で平田と出会って結婚して、その間に女児を儲けて、銀次郎の結婚式に平田とともに駆け付けた。
浅井 満（あさい みつる）
天茶中学校に転校生としてやってきた超イケメンで、学生服を着用せずに私服で通している。
当初は、女性たちを虜にしたが、その本性はプレイボーイで、おなじく他のクラスにいた前の学校の同級生グループと組んで、野暮ったい銀次郎たちをバカにしており、彼らを支配すべく目論見した。
そのために激怒したコオロギや勝からタイマンを挑まれるも、女性陣にフォローされつつ、前の学校でボクシング部のキャプテンをやっていたためこれをKOにした。
同時に、高子に迫ってキスをしようとしたが、高子から生理的に嫌悪され拒否された。
このことを知って激怒した銀次郎とボクシングの試合をすることになり、前の学校の部員である川辺を雇って銀次郎を倒すように命じた。
だが、浅井の姑息な手段に対して、女性陣が浅井を嫌い始め、さらに川辺が銀次郎に倒されたので、逃げ出そうとしたが銀次郎から「上がってこい!!ギンギラ野郎!」と叫ばれて、蹴り飛ばされたために、天茶中学校から去った。
川辺（かわべ）
浅井の前の学校のボクシング部で、浅井に雇われてコオロギや勝をはじめ、銀次郎に対して一方的にパンチを見舞わせた。
しかし、それを見かねた高子から「やめてぇ、ゴリラ!」と叫ばれて靴を投げられて当たり、それをきっかけに反撃に転じた銀次郎に敗れた。
銀次郎にノックダウンされた際に「あいつの目が怖い。あれは修羅場をくぐった男だ…」とつぶやいた。
大前田（おおまえだ）
二中学校の柔道部の主将で巨漢。「やられる前にやり返す」がモットーで、柔道の試合で銀次郎を締めて気絶させた。大前田に対して執念で睨み返した銀次郎に怯えつつも、過酷なトレーニングを乗り越えて、リベンジを果たした銀次郎に敗れた。
その後は、銀次郎の良き理解者となり、銀次郎の結婚式にも駆け付けた。
沢松 新吾（さわまつ しんご）
沢松 理恵（さわまつ りえ）
天茶中学校の中学のテニス部の双子の兄妹。銀次郎同様に幼いころに両親を失っており、おば夫婦に引き取られている。
傾城中学の差し金で故意に事故にあった新吾が出場できなくなり、新吾の依頼で銀次郎が代わって出場した。次第に理恵は銀次郎に惚れるようになった。
兄妹揃って銀次郎の結婚式にも参加した。
桜木 勇（さくらぎ いさむ）
名門校の傾城中学に通う。トップクラスの成績で、マラソンも全国大会2位の実績を持つが、過剰なエリート意識をもっている。
そのために、銀次郎ら天茶中学の生徒をランクが低いとにバカにしており、それがきっかけで、両校は勉強とスポーツによる対戦に発展した。
最終的には、マラソンで銀次郎と競って見事に敗れた。
高校生になると、銀次郎と再会して、岩倉の悪事を告げて、これを懸命に阻止するも、岩倉に妨害された。
黒柳 流一（くろやなぎ りゅういち）
桜木が通う傾成中学のテニス部のエース。こちらも過剰なエリート意識をもっており、銀次郎らをバカにしている。
銀次郎に敗れると、良き理解者となり、銀次郎の結婚式にも駆け付けた。
田沼 力（たぬま りき）
亜理矢中学校のテニス部のエースの女性で巨漢。矮小のパートナーの男とともに銀次郎と対決したが、見事に敗退した。試合前に相棒の田森を「チビ」とヤジをとばしたコオロギに詰め寄って、これを平手打ちにした。
三井 秀樹（みつい ひでき）
自称・ふくめん番長。高子の幼なじみで、表面的には才色兼備で温厚を装っている。
高子が惚れている銀次郎に嫉妬して、己の勢力を拡大するために夜ごとに他の不良学生を襲撃して、圧服させて300人におよぶグループを拡大した。また、金で買収したりもした。
自身の勢力を拡大すると、宿敵の銀次郎に決闘を挑み、銀次郎がたったひとりで三井のグループの決戦で倒れると、それを聞いた伊達と金太と井田と平田たちの返り討ちにあって、金太から「お前と違って、銀次郎はたったひとりで何でもできるんだぞ。そんな銀次郎にかなうやつはいねえぞ」と言われて、己の行為に対して涙を流して屈折した。
本田（ほんだ）
東葛中の番長。はじめは銀次郎についたが、南中の黒崎とともに三井が金に物をいわせて寝返った。やがて銀次郎に襲い掛かるが、伊達と金太と井田と平田と大前田と黒柳たちの返り討ちにあった。
望月（もちづき）
城東高の番長。メンバーが聖心学院の生徒に怪我されたと因縁をつけてバイクで名門校の聖心学院に乗り込んできて、威嚇したが聖心学院の番長となった銀次郎によって蹴り返されて、そのグループも銀次郎に撃退された。
ヨーコ&マー坊
地方の海岸付近にすむ幼い兄妹。両親を亡くして、姉が海の家を営んだが、その利権を奪ってビルを建てる地元の警官のお墨付きの空手家の連中に妨害されるが、銀次郎の活躍で事なきを得た。
岩倉（いわくら）
傾成高の陸上部の主将。卑劣な手段を用いて、聖心学院の陸上部の全メンバーを食中毒で出場できなくした。
桜木からそれを聞いて激怒した銀次郎が聖心学院の代表として、たったひとりで各競技に出場する羽目になり、見事に勝利を勝ち取って力尽きた。
上記の黒柳と類似しているが、まったくの別人である。
佐々木（ささき）
暴力団・東道会会長。実子が区立第三中学校の番長を張っており、校長でもさえ手がつけられなかった。
たまたま、理事長の依頼を受けた銀次郎が用務員として用心棒としてやってきたが、番長の佐々木(実子)から袋叩きされたが、怪我から回復するとその番長を成敗した。
これを聞いた会長は実子を救うために、組員を総動員したが、銀次郎によって手痛い目にあった。たまたま東道会が山井組と縁があったために、銀次郎は心太郎とみどりと再会した。心太郎の計らいで、銀次郎から手を引いた。
このことがきっかけで、銀次郎は「俺は人の世話になるのは性に合わん」と言って、高子に行方を具体的に告げずに、高校を中退して立ち去ることになった。
松本 幸之助（まつもと こうのすけ）
終盤に登場する老人で、大手電機メーカーの松本電気(ナトナル)株式会社の会長。彼の登場に理解できない銀次郎に対して自分の過去を語りだした。
若いころに、隣人の大工の不手際で火災となり、家族を失って自我自暴となって酒まみれになった。
ある遊園地で、大工であった山崎一家を見て、怒りがこみ上げて、瓶の片割れを振るって、嬰児であった銀次郎の額に傷をつけた挙げ句にさらうも、銀次郎の笑顔で我に返って、山崎一家に許された過去があった。
その後改心して、地道に働いて会長まで出世して、今まで彼が地道に見守った天涯孤独の銀次郎の結婚式に駆け付けた。
すでに家族がいないために全財産を銀次郎に与えるつもりだったが、銀次郎のことを「自分を持っている子だよ」と感心して、これに恥じて撤回した。
高子の両親（たかこのりょうしん）
ともに名は不明。父は医師、母は専業主婦。娘のことを温かく見守っている。銀次郎のことを認めている。
タカハシ ヨシヒロ
銀次郎の長屋の隣人。函館出身で、長めのリーゼントの持ち主。異性にフラれることが多いヘタレキャラ。
高子からも、銀次郎を見守るために厄介になることがある。
バンビ
もとは資産家の令嬢である真弓の飼い犬のセントバーナード。
飼い主の真弓が銀次郎に興味を持った縁で、バイトとしての世話役になり、はじめはか弱い性格であったが、銀次郎によって鍛え直されて、タフな性格となり、車に轢かれそうになった子供を体当たりで救うほどの勇気と力を身に着ける。
銀次郎に叩きのめされた不良グループが、狂暴なドーベルマン犬を三匹けしかけて、銀次郎をかみ殺させようとした現場に、上記の事件で負った重傷を押して、鎖を噛みちぎって駆け付け、ドーベルマン犬三匹を撃退した事で、銀次郎とと絆が深くなり、銀次郎の飼い犬となる。銀次郎からは「バン助」と呼ばれる。犬ながら家事もこなせる特技を持つ。
高子の銀次郎に対する恋慕にちょっかいを出しては、高子に突っ込まれるお約束がある。銀次郎の結婚式にもタキシードを着て、参加した。

## アニメ版
1991年度、バンダイビジュアルC-MOONレーベルよりOVA発売。全3巻。

### スタッフ
- 監督 - 石黒光一
- 脚本 - 水出弘一
- キャラデザイン - 武田一也・金山明博
- 作画監督 - 武田一也
- 美術監督 - 新井寅雄
- 音響監督 - 渡辺淳

### キャスト
- 山崎銀次郎 - 山口勝平
- 小沢高子 - 伊藤美紀
- 佐々金太 - 松本保典
- 平田先生 - 田中秀幸
- 伊達宗光 - 飛田展男
- 三井秀樹 - 関俊彦
- コオロギ - 高木渉
- 勝 - 菊池正美
- じいちゃん - 緒方賢一
- ばあちゃん - 鈴木れい子
- 高子の父 - 富山敬
- 高子の母 - 一城みゆ希
- 久美子 - 折笠愛
- 担任の先生 - 鈴木勝美
- 牛乳配達 - 森川智之
- 戸部 - 緑川光
- 生徒 - 石野竜三

### サブタイトル
1. 子連れ番長編
2. 鷹の目を持つ男編
3. 男の旅立ち編